# Soyuz TMA-09M
Soyuz TMA-09M foi uma missão espacial à Estação Espacial Internacional e a 118ª missão de uma nave russa Soyuz. A nave levou à ISS três astronautas para participarem das Expedições 36 e 37 na estação e foi lançada do Cosmódromo de Baikonur em 28 de maio de 2013.
A TMA-09M foi o segundo veículo espacial da classe Soyuz a fazer o percurso entre a Terra e a ISS em seis horas, anteriormente feito em dois dias.Ela permaneceu acoplada à estação por seis meses para servir como veículo de escape em caso de emergência.

## Tripulação
| Posição             | Cosmo/Astronauta  |
| ------------------- | ----------------- |
| Comandante          | Fyodor Yurchikhin |
| Engenheiro de voo 1 | Luca Parmitano    |
| Engenheira de voo 2 | Karen Nyberg      |

## Parâmetros da Missão
- Massa: 7.200 kg
- Perigeu: 409 km
- Apogeu: 421 km
- Inclinação: 51,65°
- Período orbital: 92,88 minutos

## Lançamento e acoplagem
A nave foi lançada de Baikonur, no Cazaquistão, às 20:31 (UTC– 02:31 hora local) de 28 de maio, propelida por um foguete Soyuz-FG para uma viagem de cerca de seis horas até a ISS.  Após o lançamento, a nave queimou seus motores uma vez durante a primeira órbita, de acordo com o pré-programado nos computadores de bordo, e na segunda órbita ligou os motores oito vezes, entrando em rota precisa de voo até à ISS.A acoplagem, através do módulo Rassvet, se deu às 02:10 UTC de 29 de maio.

## Retorno
Depois de seis meses no espaço, o retorno do veículo espacial à Terra aconteceu no dia 11 de novembro, pousando no Cazaquistão, e os três tripulantes trouxeram a bordo a tocha dos Jogos Olímpicos de Inverno de 2014. A tocha olímpica de Sochi foi levada à órbita pela tripulação da  Soyuz TMA-11M, que subiu ao espaço em 7 de novembro de 2013 e substituiu a tripulação da TMA-09M na ISS, iniciando a Expedição 38 na estação espacial.

## Galeria

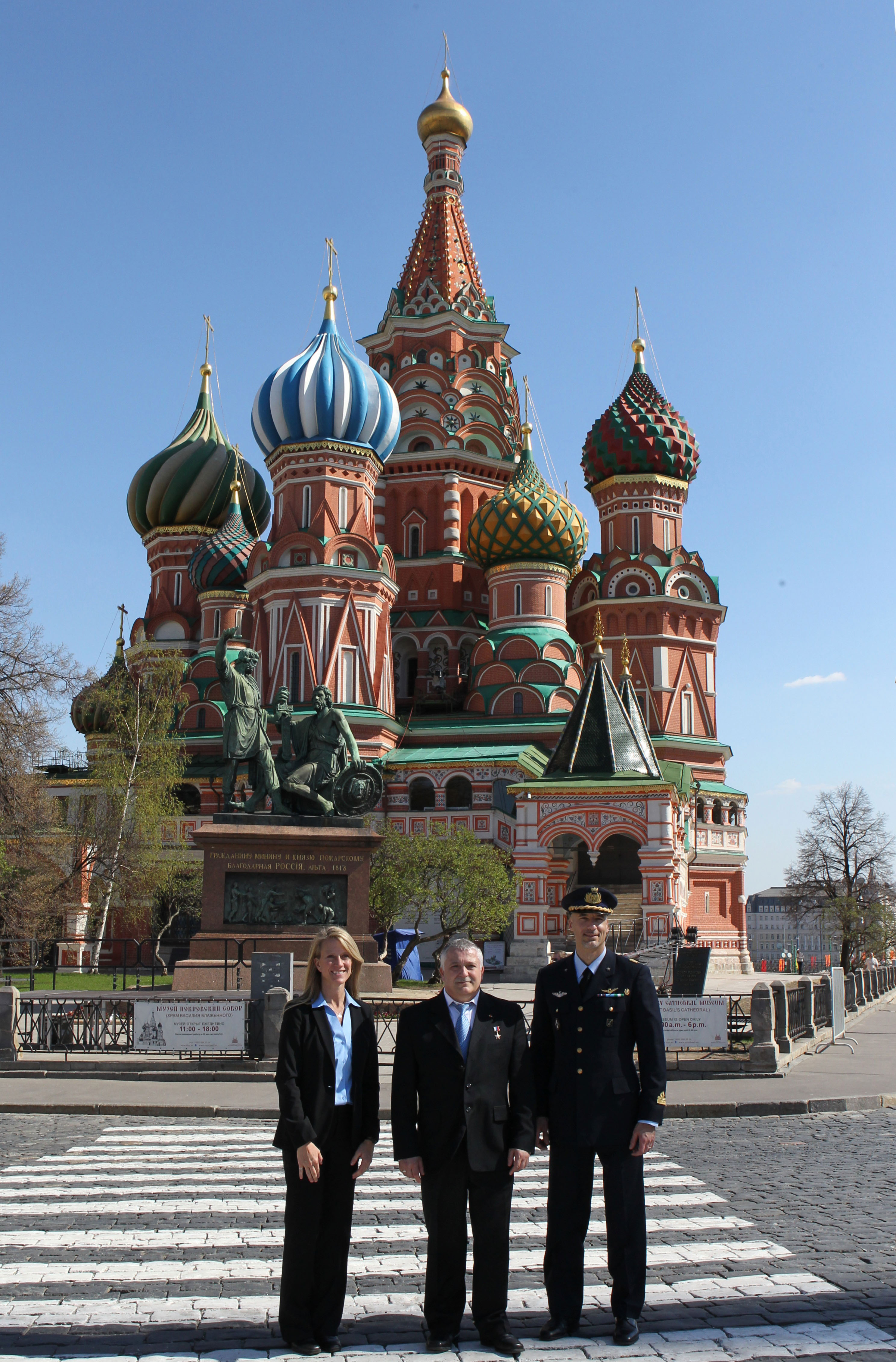
A tripulação da espaçonave na Praça Vermelha, em Moscou.
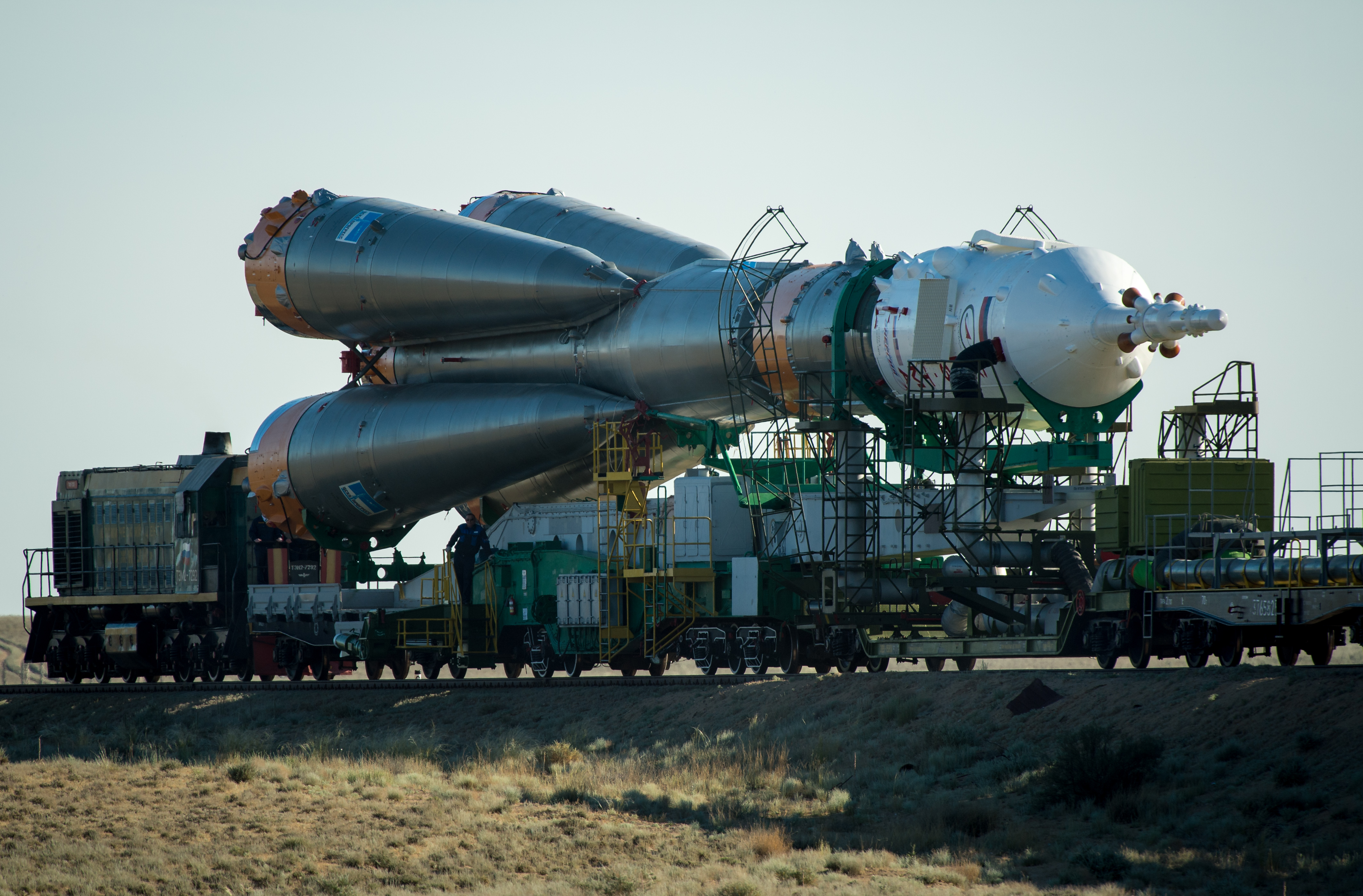
A TMA-09M sendo transportada para a plataforma de lançamento.
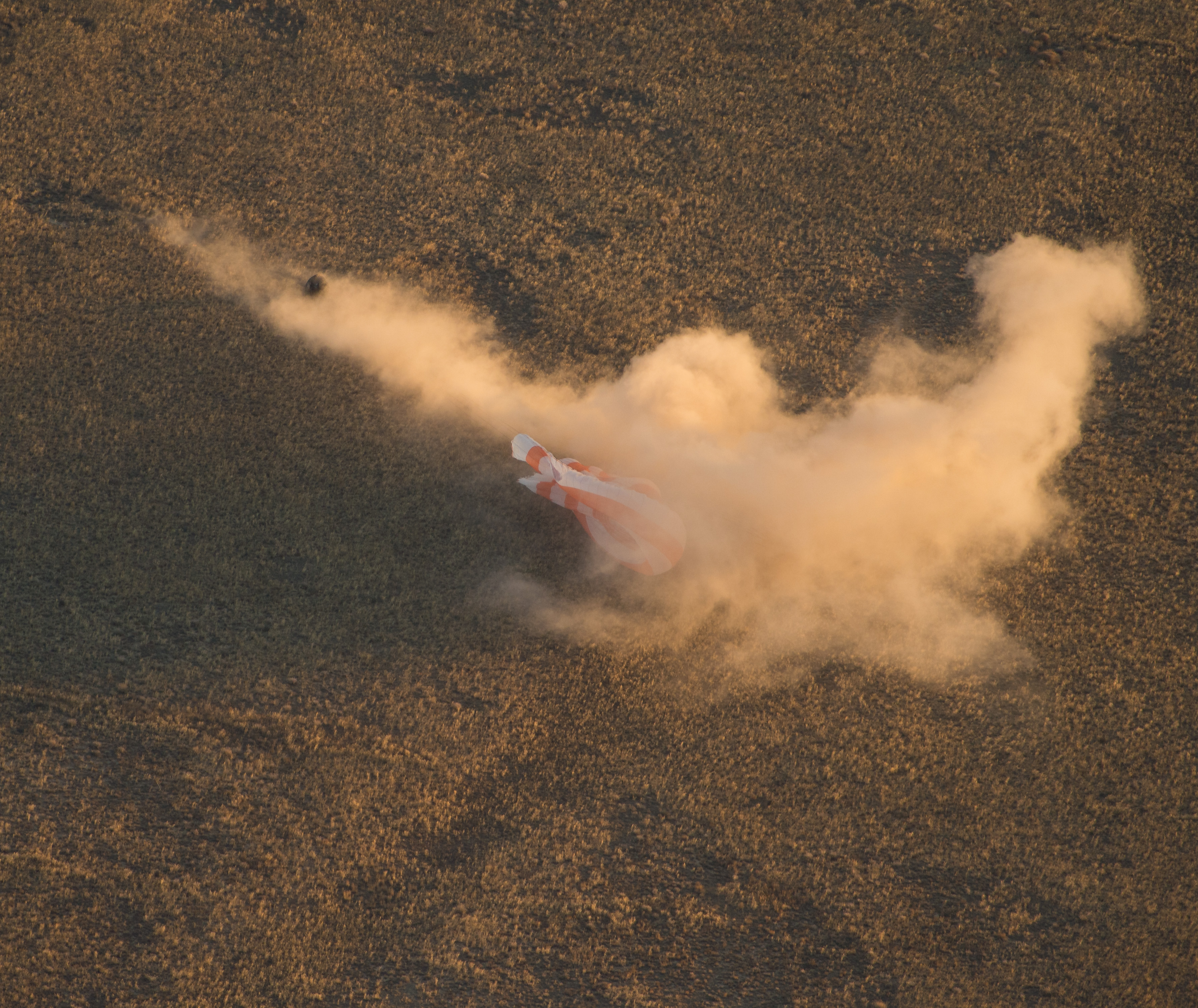
Momento do pouso no Cazaquistão.
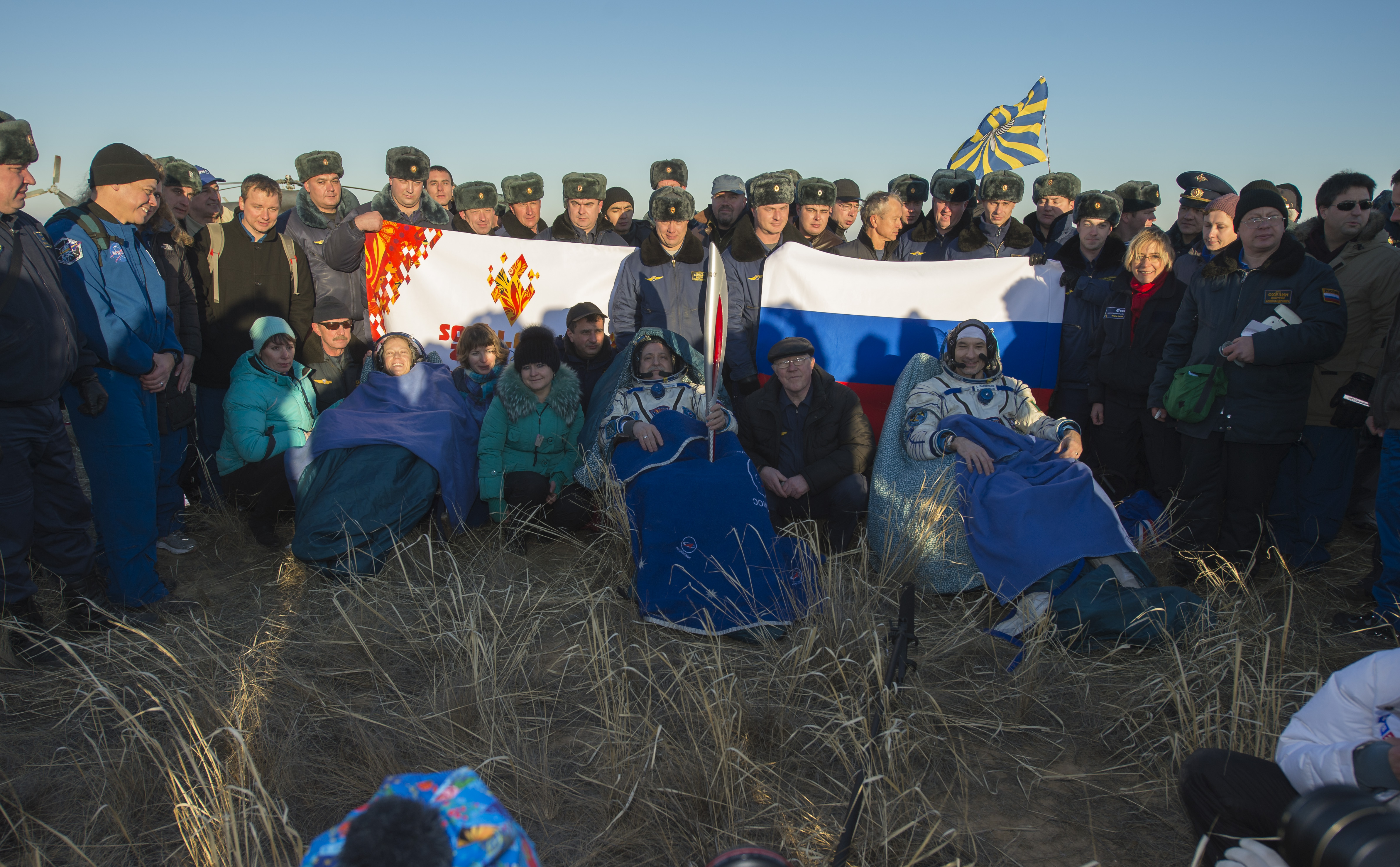
A tripulação logo após o pouso. Ao centro, o comandante Yurchikhin com a tocha olímpica de Sochi 2014.